# Aștileu
Aștileu is een Roemeense gemeente in het district Bihor.
Aștileu telt 3814 inwoners.